# Bukowiec (Strzebiń)
Bukowiec (niem. Bukowietz) –  część wsi Strzebiń w Polsce, położona w województwie śląskim, w powiecie lublinieckim, w gminie Koszęcin
. 
Do 1954 część wsi Piasek. W latach 1975–1998 Bukowiec położony był w województwie częstochowskim.
Bukowiec należy do sołectwa Strzebiń, graniczy z gminą Woźniki.
Według danych gminy w Bukowcu mieszkają 184 osoby.
W Bukowcu znajduje się Rzymsko-katolicka Kaplica św. Franciszka założona przez Bractwo św. Piusa X, która została poświęcona 25 lutego 2023 przez biskupa Alfonso de Galarretę.